# Torcuato Di Tella (hijo)
Torcuato Salvador Francisco Nicolás Di Tella  (Buenos Aires, 29 de diciembre de 1929-7 de junio de 2016) fue un ingeniero industrial y sociólogo argentino. Hijo del ingeniero italiano, Torcuato Di Tella y junto con su hermano, Guido Di Tella, fundadores del instituto universitario epónimo a su padre. Ocupó el cargo de Secretario de Cultura de la Nación desde el 25 de mayo de 2003 hasta su renuncia el 25 de noviembre de 2004. Fue nombrado en 2010 como Embajador Argentino en Italia, cargo que ocupó hasta el momento de su muerte.
Ganó dos veces el premio Konex: en 1986 por sus trabajos en Sociología. En aquella fundación fue, más tarde, en 1996 jurado por Humanidades para aquel premio.

## Biografía

### Primeros años y estudios
Nació el 29 de diciembre de 1929 en Buenos Aires, hijo de los italianos Torcuato Di Tella y María Robiola, fue anotado en el Registro Civil como Torcuato Salvador Francisco Nicolás.
Se recibió de ingeniero industrial en la Universidad de Buenos Aires (UBA) en 1951, y en 1953 obtuvo un Master of Arts en Sociología en la Universidad de Columbia de Nueva York. Estudió primero ingeniería industrial, casi por mandato familiar, su maestría en sociología la cursó en Nueva York en 1953.
Ejerció como profesor en la Universidad de Chile de 1957 a 1958, y más tarde en la UBA, dentro de la carrera de sociología, que ayudó a fundar en la Argentina en 1959. Fue uno de los fundadores del Instituto de Desarrollo Económico y Social  (IDES) en 1960. Di Tella  se especializó en el estudio comparativo de los sistemas políticos latinoamericanos. Estudió ingeniería industrial y posteriormente hizo una maestría en sociología en la Universidad de Columbia en Nueva York en 1953. apenas dos años más tarde su vocación lo llevó a obtener un Master of Arts en Sociología en la Universidad de Columbia, en Nueva York. Desde entonces, se dedicó a la sociología y a la ciencia política; escribió y fue profesor universitario en Argentina Europa y NorteaméricaEn 1967 conoce a su esposa Tamara Di Tella, cuando era su alumna en el doctorado de Ciencias Políticas de la Universidad de Stanford.
Participó como profesor invitado en la Universidad de Oxford y la Universidad de California, entre otras. También fue profesor titular de Sociedad y Estado y de Introducción a la Sociología en el Ciclo Básico Común de la UBA, y del Instituto del Servicio Exterior de la Nación. Fue profesor visitante en la Universidad de Chile, UC Berkeley, University of London, University of Texas (Austin) y Kobe University. Designado para la cátedra Tinker en Columbia en 1981 y en Stanford en 2000. Ocupó la cátedra San Martín de la Universidad Hebrea de Jerusalén en 2001.
Además, junto con su madre y su hermano Guido fundó en 1958 la Fundación Di Tella, que mantiene el Instituto Di Tella y la Universidad Torcuato Di Tella. Escribió su primer libro El sistema político argentino y la clase obrera a los 34 años, en abril de 1976 un grupo comando d ella dictadura lo secuestró junto a su hermano llevándolo a un barco para preguntarle por qué sus libros estaban dedicados al socialismo.
Ha sido presidente del Instituto de Desarrollo Económico y Social (IDES) entre 1984 y 1993, y director de la revista Desarrollo Económico (1971-1974). El Instituto Di Tella, el centro de estudios fundado por los hermanos, se constituyó en una usina de ideas en las que convivieron intelectuales de la talla de Marta Minujin y León Ferrari (arte), Gerardo Gandini y Les Luthiers (música), Antonio Seguí (pintura), Tulio Halperin Donghi y Ezequiel Gallo (historia), Clorindo Testa (arquitectura), y Juan Carlos Torre (sociología), entre otros
Permaneció al frente del Instituto Di Tella por 30 años, que se hizo famoso en la década del '60 por su mecenazgo artístico, promovió y albergó a las vanguardias del teatro, la música y la pintura. Allí dieron sus primeros pasos artistas luego consagrados. Su actividad marcó una nueva era en el arte local. Posteriormente el centro fue ampliado para abarcar todas las ciencias sociales con el objeto de apoyar la investigación social.

### Secretario de Cultura
Tras la llegada al poder del presidente Néstor Kirchner, Di Tella fue designado para ocupar el cargo de Secretario de Cultura y asumió el 25 de mayo de 2003, junto con todo el gabinete kirchnerista. La política cultural se desarrolló constituyéndose proyectos de federalización de la cultura con el objetivo de descentralizarla y hacerla accesible para los lugares más periféricos del país. Al calor de la democratización de estas manifestaciones culturales, comenzaron a desarrollarse eventos artísticos, talleres y charlas a lo largo y lo ancho del territorio nacional.
Di Tella buscó hacer una "federalización de la cultura". Por ejemplo, abrir en Rosario el Museo de Arte Oriental, llevar obras de arte que no estaban exhibidas en Buenos Aires a la provincia del Neuquén y el Museo Precolombino (en gran parte donado por su hermano Guido) a otra localidad y crear un museo de la producción y el trabajo en el interior, hacer "enfatizar la cultura popular, valorar la cultura aborigen y hacerla circular por el país, también a través de bibliotecas populares".En 2005, creó el ciclo Cafés Cultura Nación, dedicado a promover charlas-debate en todo el país, incluso en cárceles y cuarteles militares.
El primer cargo público de Di Tella que engloba una variedad de organismos descentralizados, espacios y actividades: del Fondo Nacional de las Artes a la Biblioteca Nacional y las bibliotecas populares, de los museos al Instituto Nacional del Cine y el del Teatro, del patrimonio nacional y los monumentos a la Orquesta Sinfónica y las academias nacionales. Al respecto dijo "Voy a tener que operar con gente que tenga experiencia en esto y voy a delegar funciones", Soy un socialista moderado que participará de un gobierno cuyo objetivo prioritario debe ser lograr la unión nacional", dijo. Para eso, en su gestión buscará "recuperar valores nacionales, integrando a todo el país y dando participación al pueblo, para que se exprese libremente". Di Tella decide renunciar el 23 de noviembre de 2004.La concreción del Polo Cultural Sur, que unirá los museos de Arte Moderno de Buenos Aires (Mamba) y del Cine.

## Distinciones
Fue profesor emérito de la Universidad de Buenos Aires, fundador del Instituto Torcuato Di Tella y miembro del Grupo Fundador de la Universidad Torcuato Di Tella. Di Tella, ganó dos veces el premio Konex por sus trabajos en Sociología.

## Instituto Di Tella
Fundó en 1958  junto a su hermano el Instituto Torcuato Di Tella —llamado así en homenaje a su padre— que ha sido el centro de encuentro de los artistas más vanguardistas de los 60, y concentró sus actividades en las temáticas de arte, economía, ciencias sociales y urbanismo, se constituyó en un hito cultural y contribuyó a la formación de varias generaciones de artistas, profesionales y académicos destacados como Marta Minujin y León Ferrari (artes plásticas), Gerardo Gandini y Les Luthiers (música), Antonio Seguí (pintura), Tulio Halperin Donghi y Ezequiel Gallo (historia), Héctor Diéguez y Rolf Mantel (economía), Clorindo Testa (arquitectura), Natalio Botana (ciencia política) y Juan Carlos Torre (sociología), entre otros

### Actividad posterior
Tras su salida de la Secretaría de Cultura continuó con su vida académica. En este período publicó cinco de los libros más importantes de su carrera; uno de ellos Le Forze Popolari escrito en italiano y publicado por la Editorial Ediesse de Roma en el 2012, además de varios artículos, entre ellos Por qué la Argentina no es como Canadá?, publicado como capítulo en el libro Breve Historia de Canadá, en el año 2009. Continuó también activo como vicepresidente de la Fundación Di Tella, que mantiene los institutos Di Tella.
En noviembre de 2009 fue propuesto como posible embajador argentino en Reino Unido, un puesto que desde 2008 se encontraba vacante tras el retiro del embajador Federico Mirré. Finalmente, por decisión del poder ejecutivo, se decidió dejar vacante el puesto en protesta por el conflicto de las Malvinas.
En septiembre de 2010, fue designado por la presidenta Cristina Fernández de Kirchner, Embajador Argentino en Italia. El puesto, también se encontraba vacante, y el anterior embajador había sido Victorio Taccetti. Pese a declarar enfáticamente que no era peronista, Di Tella decidió aceptar la embajada a Italia porque el cargo de Embajador representa al país y no a un gobierno.
En mayo de 2011, fue designado Embajador argentino en Albania, sin perder su puesto en la embajada argentina en Italia.
Di Tella falleció el 7 de junio de 2016 en la ciudad de Buenos Aires, a los 86 años de edad.

## Libros publicados
- El sistema político argentino y la clase obrera. Buenos Aires, Eudeba, 1964.  Revisado y reimpreso con el título Política y clase obrera.  Buenos Aires, Cedal, 1983.   ISSN: 04-2016-031810410500-203
- ¿Socialismo en la Argentina? Buenos Aires, J. Álvarez, 1965.
- Argentina, sociedad de masas. con Gino Germani y Jorge Graciarena (comps.)  Buenos Aires, Eudeba, 1965.  ISSN: 20-1603-170442211-612
- La teoría del primer impacto del crecimiento económico. Rosario, Universidad del Litoral, 1966.
- Sindicato y comunidad: Dos estructuras sindicales latinoamericanas. con L. Brams, J. Reynaud y A. Touraine. Buenos Aires, Editorial del Instituto, 1967.  (Una traducción francesa había aparecido con el título Huachipato et Lota. Paris, Centre National de la Recherche Scientifique, 1966.)
- Los fragmentos del poder: de la oligarquía a la poliarquía en la Argentina con Tulio Halperín Donghi (comps.). Buenos Aires, J. Álvarez, 1969.
- Hacia una política latinoamericana. Montevideo, Arca, 1969.  Traducción portuguesa: Para uma política latinoamericana. Rio de Janeiro, Paz e Terra, 1969.  Edición revisada: Clases sociales y estructuras políticas.  Buenos Aires, Paidós, 1973.
- Estructuras sindicales. Buenos Aires, Nueva Visión, 1969.   Reedición por Biblos, 1994.  ISBN: 9507860479, 9789507860478
- La rebelión de esclavos de Haití. Buenos Aires, IDES, 1984.
- Sociología de los procesos políticos. Buenos Aires, Grupo Editor Latinoamericano, 1985.  Reimpreso por Eudeba, 1986 y 1988.  Traducción inglesa: Latin American Politics: A Theoretical Approach. Austin, University of Texas Press, 1990, reimpreso en 1992, hard back y paper back.  Reedición revisada por la misma editorial, 2001; en italiano, Tra caudillos e partiti politici, Milano, Feltrinelli, 1993.  ISBN: 9509432164, 9789509432161
- Sociedad y Estado en América Latina. Buenos Aires, Eudeba, 1985.
- Introducción a la sociología. Buenos Aires, Eudeba, 1986.
- Diccionario de Ciencias Sociales y Políticas. Con Paz Gajardo, Susana Gamba y Hugo Chumbita. Buenos Aires, Punto Sur, 1989.  Reedición revisada y ampliada, Emecé, 2001. Reimpresión, Ariel, 2004.  ISBN: 9509922560, 9789509922563
- Hacia una estrategia de la socialdemocracia en la Argentina. Buenos Aires, Punto Sur, 1989.
- Política nacional y popular en México. 1820-1847. México: FCE, 1994.  Traducción inglesa National Popular Politics in Early Independent Mexico 1820-1847, Albuquerque, University of New Mexico Press, 1996.
- Historia de los partidos políticos en América Latina. Buenos Aires, Fondo de Cultura Económica, 1993.  Reimpresión 1999. Traducido como History of Political Parties in Twentieth Century Latin America, New Brunswick, NJ, Transaction Publishers, 2004.
- Historia Argentina. 2 vols (Desde los orígenes hasta 1830, y Desde 1830 hasta nuestros días). Buenos Aires, Troquel, 1993-1994.  Una versión revisada, y reducida en su cubrimiento temporal, apareció por la misma editorial como Historia social de la Argentina contemporánea, Troquel, 1998.  ISBN: 9501620603, 9789501620603
- Torcuato Di Tella: industria y política. Buenos Aires, Tesis/Norma, 1993.  Traducida al italiano, 1999.
- Estructuras sindicales en la Argentina y Brasil: algunas tendencias recientes. con la colaboración de L. M. Rodrigues, M.C. Arnaiz y P. Chomnalez.  Cuaderno de la Fundación Simón Rodríguez, Buenos Aires, 1995.  ISBN: 9507860479, 9789507860478
- Democracia sustentable / Sustainable Democracy. Cambridge, Cambridge University Press, 1995. (coautor), con Adam Przeworski y otros.  Traducido en Buenos Aires, Paidós, 1998.
- Argentina/Chile: ¿Desarrollos paralelos? (comp) Buenos Aires, Grupo Editor Latinoamericano, 1997.
- Political Culture, Social Movements and Democratic Transitions in South America in the Twentieth Century. (comp), con Fernando Devoto, Annali Feltrinelli. Milán, Feltrinelli Editore, 1998.
- Crisis de representatividad y sistemas de partidos políticos. (comp). Buenos Aires, Grupo Editor Latinoamericano, 1998.  ISBN: 9506945357, 9789506945350
- Diccionario del político exquisito. Buenos Aires, Emecé, 1998.
- Los partidos políticos: teoría y análisis comparativo. Buenos Aires, A-Z Editora, 1998.
- Japón/América Latina: la construcción de un vínculo. (comp). Buenos Aires, Grupo Editor Latinoamericano, 1998.
- Juan B. Justo: Socialismo e organização política. (comp). Brasilia, Instituto Teotônio Vilela, 1999.
- Mercosur/Africasur. (comp). Buenos Aires, Grupo Editor Latinoamericano, 2000.
- Historia del progresismo en la Argentina. Buenos Aires, Troquel, 2001.  ISBN: 9501620646, 9789501620641
- Actores y coaliciones en América Latina. Buenos Aires, La Crujía, 2003.  ISBN: 9871004257, 9789871004256
- Perón y los sindicatos, el inicio de una relación conflictiva. Buenos Aires, Ariel/Planeta 2003.  ISBN: 9509122807, 9789509122802
- El modelo político paraguayo. Buenos Aires, La Crujía, 2003.
- Coaliciones políticas. Derecha e izquierda: ¿todavía existen? Buenos Aires, Capital Intelectual, 2004.  ISBN: 9871181183, 9789871181186
- Repertorio político latinoamericano. (comp.) 4 vols.  Buenos Aires, Siglo XXI, 2007.
- Ideas para una nueva etapa política. Buenos Aires, Corregidor, 2008.  ISBN: 9500517582, 9789500517584
- Le forze popolari nella poluitica argentina. Una storia. Roma Ediesse, 2012.
- Coaliciones políticas: Argentina en perspectiva. Buenos Aires, El Ateneo, 2015.
- I Movimenti Nazionali e Popolari in America Latina. Roma, 2016.  (manuscrito a publicar)

## Premios y distinciones
- (1958) Miembro del Consejo - Instituto Di Tella.
- (1992-2000) Miembro del Consejo - Universidad Torcuato Di Tella.
- (1971-2001) Presidente - Fundación Simón Rodríguez, Buenos Aires.
- (1978) Miembro de la Comisión Directiva - Instituto de Desarrollo Económico y Social (IDES), Buenos Aires.
- (1984-1993) Presidente - Instituto de Desarrollo Económico y Social (IDES), Buenos Aires.
- (1971-1974) Director - Revista Desarrollo Económico.
- (1981) Beca - Fulbright.
- (1984-1985) Miembro del Consejo Consultivo - Carrera de Sociología, Universidad de Buenos Aires.
- (1986) Premio Konex Platino en las Humanidades - Konex, Buenos Aires.[20]
- (1995-1999) Miembro de la Comisión de Museos y Monumentos Históricos de la República Argentina - Buenos Aires.
- (1990) Miembro del Consejo Asesor - Government and Opposition, Londres.
- (1996) Miembro del Consejo Asesor - Estudios Sociales, Rosario, Argentina.
- (1996) Jurado Premios Konex, Humanidades[20]
- (1998-2001) Miembro del Consejo Asesor - Latin American Research Review.
- (1997-1999) Miembro de la "CEANA" - Organizada por el Ministerio de Relaciones Exteriores de la Argentina.
- (2002) Profesor Emérito - Designado en la Universidad de Buenos Aires.
- (2003-2004) Secretario de Cultura - Presidencia de la Nación Argentina.
- (2003) Actores y coaliciones en América Latina - Buenos Aires, La Crujía.

- (2010-2016) Embajador - Ante la República Italiana, Roma, Italia.

- (2011-2016) Embajador - Ante la República de Albania.